# 小場義成
小場 義成（おば よしなり）は、安土桃山時代から江戸時代前期にかけての武将。佐竹氏一門の佐竹西家7代当主。出羽国久保田藩大館初代所預。

## 生涯
永禄12年（1569年）、常陸国の戦国大名・佐竹氏一族である小場義宗（義家）の子として誕生。父・義宗（義家）は佐竹義昭の三男で、小場義忠の婿養子となった。
慶長5年（1600年）、主君・佐竹義宣に常陸小田城を与えられ、5万石を給される。慶長7年（1602年）、江戸幕府の命により主家が秋田に転封となると、東家の佐竹義賢（佐竹義久の子）と共に先乗りし、檜山城を守る。慶長8年（1603年）、領内で浅利氏の残党が蜂起するとそれを鎮める。慶長15年（1610年）、南部氏や津軽氏への抑えとして大館城を任され、知行5000石を給される。慶長19年（1614年）、大坂冬の陣に参戦する。
元和8年（1622年）、出羽山形藩の最上義俊が改易となると、幕命により本荘城、滝沢城の受け取りの任を務める。寛永6年（1629年）2月、佐竹家が江戸城神田橋の石垣普請を命じられると、その監督を務める。工事の完成後、江戸城で2代将軍・徳川秀忠に拝謁して、時服と虎皮投鞘の槍を賜る。
寛永11年（1634年）10月27日、死去。享年66。